# 長田組土木
長田組土木株式会社（おさだぐみどぼく）は山梨県甲府市にあるゼネコンである。

## 概要
明治38(1905)年創業の老舗総合建設会社。山梨県・東京都を主要工事エリアに、建築工事及び土木工事を主体として業務展開している。
建築工事は、事務所・教育施設・研究施設・福祉施設・宿泊施設・商業流通施設・工場施設・スポーツレジャー施設・神社仏閣などの県内大型物件を中心に幅広く手掛けており、県立小瀬スポーツ公園武道館・甲州夢小路新築・峡北広域行政事務組合新庁舍建設などの実績がある。
土木工事は、道路工事や河川工事を中心に護岸・トンネル・治山・宅地造成まで手掛けており、リニア実験線の施工実績もある。
2008年2月には当時の建設不況の煽りを受け、東京地方裁判所に民事再生の適用を申請。2011年5月に再生手続を終結し、現在は堅調な業績を維持している。

## 実績
- 塩川ダム
- 山梨県小瀬スポーツ公園武道館
- アピオ甲府タワー館
- 甲府商工会議所
- 甲府市立図書館
- 市立甲府病院
- 甲州夢小路